# Johann Bauschinger
Pour les articles homonymes, voir Bauschinger.
Johann Bauschinger (11 juin 1834 à Nuremberg – 25 novembre 1893 à Munich) est un mathématicien, constructeur et professeur de mécanique à l'université technique de Munich de 1868 jusqu'à sa mort. L'effet Bauschinger en sciences des matériaux est nommé d'après lui. Son Laboratoire de mécanique industrielle (fondé en 1870) est le premier laboratoire d'essais universitaire en Europe continentale. Il forme par la suite le noyau de l’actuel Institut d'État d'essai des matériaux pour la mécanique (Staatlichen Materialprüfamts für den Maschinenbau) de l'université technique de Munich.

## Biographie
Bauschinger étudie de 1850 à 1852 à l'École polytechnique de Munich, puis de 1853 à 1856 à l'Université Louis-et-Maximilien de Munich. D'abord professeur au lycée de Fürth (1857-1866), puis au lycée professionnel de Munich, il devient en 1868 professeur au Polytechnikum, qui devient par la suite l'université technique de Munich.
Membre de l’Académie bavaroise des sciences depuis 1892, il devient aussi membre de l'Académie allemande des sciences Leopoldina en 1888. Son fils Julius Bauschinger (1860–1934) est astronome.

## Contribution aux sciences de l'ingénieur
Bauschinger développe diverses méthodes d'essai pour les matériaux de construction, et notamment un comparateur à miroir pour mesurer l'allongement après traction/compression des échantillons. Ses recherches intéressent tout autant la science des matériaux que la technologie des matériaux de construction. En vue d'unifier le vocabulaire et les méthodes d'essai des matériaux de construction employés en génie civil et en génie mécanique, il réunit en 1884 plusieurs spécialistes des deux corps de métiers à Munich, et prolonge ces discussions par une nouvelle conférence tenue en 1886 à Dresde et enfin une conférence internationale en 1890 à Berlin. En 1884, il est élu président de la Conférence de Munich pour l'unification des essais mécaniques, d'où naît en 1896 l'Association Allemande des Laboratoires d'essais (Deutsche Verband für Materialprüfung, DVM).
L’effet Bauschinger décrit la réduction de la limite d'élasticité de l'acier sous sollicitations alternantes. Le nombre de Bauschinger rapporte l’écrouissage cinématique à l'écrouissage isotrope.

## Œuvres
- Die Schule der Mechanik, Munich, R. Oldenbourg, 1861 (réimpr. 2e éd. 1867) ;
- Elemente der graphischen Statik, Munich, R. Oldenbourg, 1871 (réimpr. 1890 2e éd.), 192 p.;
- Mémoire sur l'institution de services métrologiques et de laboratoires d'essais des matériaux de construction et leur agrément par l'État [« Denkschrift über die Einrichtung von Prüfungsanstalten und Versuchsstationen für Baumaterialien und die Einführung einer staatlich anerkannten Klassifikation der letztern »], Verband Deutscher Architekten- und Ingenieurvereine, 1878;
- « Über den Elastizitätsmodul und die bleibende Zusammendrückung und Ausdehnung mehrerer Baustoffe », Mittheilungen aus dem Mechanisch-technischen Laboratorium München, vol. 5,‎ 1878;
- « Indicatorversuche an Locomotiven (1865-1868) », Civilingenieur, vol. XIII, XIV,‎ 1886;
- Über die Veränderung der Elastizitätsgrenze und die Festigkeit des Eisens und Stahls durch Strecken und Quetschen, durch Erwärmen und Abkühlen und durch oftmals wiederholte Beanspruchungen, Mitth. Vol. 13 (1886) ;